# تودون وادا (ولاية كانو)
تودان وادا (بالإنجليزية: Tudun Wada)‏ هي منطقة حكومية محلية في ولاية كانو. الرمز البريدي للمنطقة هو 710104.

## مشاكل
وجدت دراسة أُجريت عام 2018 على هذهِ المنطقة أنه من المرجح أن تزداد درجة الحرارة وهطول الأمطار مع تغير المناخ في المنطقة، مما يتسبب في زيادة الضغط على المحاصيل، وسيتطلب زيادة التكيف مع تغير المناخ للممارسات الزراعية.
وجدت دراسة عام 2014 وجود مياه جوفية كبيرة في المنطقة.
وقد أثرت الفيضانات المائية في سبتمبر 2021 على المتواجدين بالمنطقة وتسببت لهم بأضرار واسعة.
وجدت دراسة للصحة العامة في عام 1998 وجودًا مُنتشرًا وملحوظًا لداء كلابية الذنب المتلوية في هذهِ المنطقة الحكومية المحلية.